# 若谷和子
若谷 和子(わかや かずこ、1943年 - )は、日本の女流詩人、童謡作詞家、童話作家、翻訳家。サトウハチローに師事。心温まる叙情豊かな詩を得意とした。

## 代表作
- 小さな世界 - ディズニーランドのアトラクションのテーマソング『It's a small world』の訳詩。

## その他の著作
絵本・童謡集
- 『小さい木馬』野ばら社、1963年（編著）
- 『心のモザイク 若谷和子愛の詩集 』山梨シルクセンター出版部、1967年
- 『ゆめみおばさんのふうせん』フレーベル館、1978年（絵：ゆのせいいち）
- 『こぶしの花さくころ : 飛騨の作馬ものがたり』岩崎書店<新 創作絵本>、1982年（絵：井口文秀）

詩集
- 『想い出をひらく鍵 若谷和子詩集』みゆき書房、1970年
- 『思い出のかたち 若谷和子詩集』サンリオ山梨シルクセンター出版部、1971年
- 『まごころ』サンリオ出版、1973年
- 『寂しさの隣り』キリスト教視聴覚センター、1993年

児童文学
- 『光のつむぎ車』偕成社、1975年

翻訳絵本
※いずれも絵は永田萠。
- 『人魚姫』世界文化社<永田萠アンデルセン名作選>、1995年
- 『野の白鳥』世界文化社<永田萠アンデルセン名作選>、1995年
- 『雪の女王』世界文化社<永田萠アンデルセン名作選>、1995年

訳詞集
- 『屋根の上のヴァイオリン弾き全曲集』全音楽譜出版社、1984年（滝弘太郎との共訳）
- 『大草原の小さな家 ローラ・ソングブック』世界文化社、1991年

童謡
- ふたりで半分こ - アニメ『名犬ジョリィ』のエンディング・テーマ。
- 海へ来て
- パンダ・ダ・パ・ヤッ
- めいわく団地
- 松江の町は
- 山のスケッチ
- カンガルーがピョン